# 11e eeuw
De 11e eeuw (van de christelijke jaartelling) is de 11e periode van 100 jaar, dus bestaande uit de jaren 1001 tot en met 1100. De 11e eeuw behoort tot het 2e millennium.

## Langjarige gebeurtenissen en ontwikkelingen
Begin van de Hoge middeleeuwen
Europa
- Missionarissen brengen het christendom naar Scandinavië. Met de bekering van de Vikingen komt geleidelijk een einde aan hun plundertochten in Europa. Daarna komt de handel weer op gang.
- Hun afstammelingen de Normandiërs breiden hun macht uit naar Calabrië, Apulië en Sicilië, en vanaf 1066 naar Engeland, waar de meeste slaven worden vrijgelaten.
- Kolonisatie van IJsland en Groenland door Vikingen.
- Investituurstrijd. Machtsstrijd tussen de paus van Rome en de keizer van het Heilige Roomse Rijk. De twistvraag gaat steeds over de benoeming van hogere geestelijken (rijksbisschoppen) en de abten en abdissen van rijksabdijen (geestelijke instellingen onder voogdij van de keizer).
- Onder Stefan I en zijn zoon worden de Magyaren gekerstend.
- Het islamitische rijk Al-Andalus valt uiteen en de verschillende taifas bestrijden elkaar. Begin van de Reconquista, de christelijke herovering van het Iberisch Schiereiland.
- De oostkolonisatie begint met de verovering door meestal Saksische hertogen van het gebied tussen de Elbe en de Oder. De Slavische bevolking wordt met geweld gekerstend en de kolonisten vestigen zich onder militaire bescherming.

Midden-Oosten
- Het Seltsjoekse rijk omspant nu Perzië, Mesopotamië, en de Levant tot aan de grenzen van het Egypte van de Fatimiden. Onder vizier Nizam al-Moelk komen de cultuur en wetenschappen aan dit hof tot grote bloei. Als in 1092 de sultan sterft, vervalt het Seltsjoekenrijk in chaos.
- De Mamlukken, afstammelingen van de christenslaven in Egypte, verkrijgen achter de troon van de sultan de feitelijke macht.
- Aanhangers van de Fatimidische kalief Al-Hakim stichten in het Libanongebergte de sekte van de Druzen.
- De belangrijkste reden voor de Eerste kruistocht is waarschijnlijk het feit dat de Seltsjoeken, nadat ze Palestina veroverd hebben, christelijke pelgrimages naar Jeruzalem en andere steden moeilijk of zelfs onmogelijk maken.

Godsdienst
- vanaf de 11e eeuw bouwt de paus een gecentraliseerde structuur rond het pausdom op. In 1059 stelt paus Nicolaas II het College van Kardinalen in, dat voortaan de taak heeft de nieuwe paus te kiezen. Daarnaast zien we de opkomst van de pauselijke Curie als hoogste bestuurscollege van de kerk.
- Aflaten worden buiten het persoonlijke gebied van de biecht ook aanwendbaar als kwijtschelding van een deel van de straf voor overleden familieleden of vrienden in het vagevuur.
- Het Oosters schisma (1054) tussen het oostelijke en het westelijke deel van de christenheid van het vroegere Romeinse Rijk leidt tot de scheiding tussen de orthodoxe of Byzantijnse patriarchaten en het patriarchaat van Rome, de Latijnse Kerk.
- De Godsvredebeweging bestrijdt met succes de chaos van de elkaar bestrijdende Europese ridders. Er worden regels gesteld aan de krijg en wie zich daaraan niet houdt loopt gevaar door kerk en onderdanen te worden afgezworen.
- Joachim van Fiore is een zeer invloedrijk Italiaans cisterciënzermonnik en theoloog. Hij wordt bekend met zijn apocalyptische theorie over het tijdperk van de Heilige Geest dat zal aanbreken. Reeds tijdens zijn leven krijgt hij veel volgelingen en richt hij eigen kloosters op, waaruit later een afzonderlijke orde zal ontstaan: de joachimieten.

- Als in het islamitische zuiden van Spanje in 1031 aan de Oemajjadendynastie een einde komt, beginnen hun opvolgers steeds harder op te treden tegen minderheden. In Granada hebben moslims in 1066 een bloedbad aangericht onder Joden. Er zijn 1500 gezinnen vermoord, ongeveer 4000 mensen.

Rechtsstelsel
- Het eerstgeboorterecht ontstaat in West-Europa na talloze familieconflicten over de erfopvolging. Het betreft hierbij zowel de koningshuizen, de adelshuizen als de boerenfamilies; allen besluiten in een vrij korte periode de eerstgeboren zoon tot erfgenaam te maken van het vaderlijk erfgoed.
- Optekening van de 17 Keuren en 24 Landrechten die gelden in de Friese landen.

Lage landen
- Snelle verstedelijking van graafschap Vlaanderen. In plaatsen als Atrecht, Ariën, Sint-Omaars, Gent, Dowaai, Orchies, Brugge, Ieper, Aalst en Geraardsbergen ontwikkelen zich ambacht, vroege industrie en administratie.
- De Vlaamse lakenindustrie beleeft haar opgang, met Atrecht als koploper. Technologische vooruitgang en de internationale handel waarvan het graafschap een van de centra is, dragen hieraan bij. Aan het einde van de eeuw staan steden verder noordwaarts in het graafschap voorop bij de ontwikkeling: (Rijsel, Dowaai en Sint-Omaar).
- Graaf Boudewijn V van Vlaanderen vervangt de gouwindeling uit de Karolingische tijd door vijf kasselrijen: Brugge, Gent (Oudburg), Sint-Omaars, Kortrijk en Doornik in het graafschap Henegouwen. Aan het eind van de eeuw komt daar nog Veurne-Ambacht bij.
- In delen van de Lage landen wordt het hofstelsel ingevoerd.
- Begin van de Grote ontginning in graafschap Holland en sticht Utrecht.
- De Brunonen, ook wel de vorsten van Brunswijk genaamd, besturen Midden-Friesland tussen Vlie en Lauwers. Ze worden de graven van Stavoren, Oostergo, Westergo en Iselgo genoemd. Later krijgen ze ook de rechten over Hunsingo en Fivelingo erbij. De Brunonen komen alleen voor speciale gelegenheden naar hun Friese graafschap, bijvoorbeeld om land in leen weg te geven, personen in hun ambt te bevestigen en bij belangrijke geschillen, waarin de graaf recht moet spreken.
- De eland sterft uit in Noord-Nederland, daardoor sterft ook de bruine beer uit in Nederland. (in Vlaanderen pas in de 13e eeuw, dit blijkt uit jachtrechten van Utrechtse Bisschoppen.)

Azië en Afrika
- De Tangut stichtten in het begin van de eeuw in het noordwesten van China het rijk van Westelijke Xia (Xi Xia), met Yinchuan als hoofdstad.
- Het Tamilrijk van de Chola's regeert in deze periode over grote delen van Zuid-India en Zuidoost-Azië.
- De Banu Hilal zijn bedoeïenen, die met grote kuddes vee uit het verdroogde Arabië komen, de bergen mijden, maar de vruchtbare Noord-Afrikaanse landbouwgronden laten kaalvreten, waarna zandstormen de vruchtbare bovenlaag wegblazen.

nijverheid
- In de elfde eeuw beleeft de Vlaamse lakenindustrie haar opgang, met Atrecht als koploper. Technologische vooruitgang en de internationale handel waarvan het graafschap een van de centra is, dragen hieraan bij. Aan het einde van de eeuw staan steden verder noordwaarts in het graafschap voorop bij de ontwikkeling: (Rijse, Dowaai en Sint-Omaars).

Wetenschap
- Abu al-Qasim al-Zahravi wordt gezien als de vader van de moderne chirurgie. Hij schrijft onder andere de Kitab al-Tasrif (1000), een 30 delen tellende encyclopedie die tot de 17e eeuw zowel aan islamitische als Europese medische scholen zal worden gebruikt als lesmateriaal.
- Een andere invloedrijke persoon in de islamitische geneeskunst is Avicenna. Van zijn hand zijn de Canon van de geneeskunde (1025) en Het boek van geneeskunde (1027), die eveneens tot de 17e eeuw vast lesmateriaal zullen zijn aan islamitische en Europese scholen. Avicenna doet tevens belangrijk onderzoek naar infectieziektes, zoals het voorkomen van verspreiding door zieke patiënten af te zonderen, en medisch onderzoek.
- Constantijn de Afrikaan geeft les aan de Medische School van Salerno en publiceert nadien als monnik in Monte Cassino tientallen boeken over geneeskunde. Hij vertaalt tot dan toe onbekende medische werken van Joodse, Arabische en Romeinse medici. De kopiisten in Monte Cassino en andere abdijen kopiëren zijn manuscripten, wat belangrijk bijdraagt tot het succes van de Medische School.
- De Perzische geleerde Al-Karaji schrijft verscheidene verhandelingen over de wiskunde, waarvan er drie bewaard zijn gebleven: Al-Badi' fi'l-hisab (prachtig over calculatie), Al-Fakhri fi'l-jabr wa'l-muqabala (glorieus over algebra) en Al-Kafi fi'l-hisab (voldoende over calculatie). Al-Karaji bestudeert de algebra van exponenten, polynomen en over wat later als het binomium van Newton bekend zal staan. Hij wordt beïnvloed door het werk van Diophantus en wordt gezien als een van de eersten die de algebra loskoppelen van de geometrie.

Cultuur
- De drijvende kracht achter de verspreiding van de romaanse bouwstijl is de explosieve expansie van de kloosters. De romaanse bouwkunst is de eerste pan-Europese stijl sinds de Romeinse architectuur.
- In de Abdij van Reichenau ontstaat de hervorming van de gregoriaanse muziek met een indeling in acht verschillende modi.

Militair
- Rond deze tijd worden oude versterkingen als palissades en donjons vervangen door vrijwel onneembare stenen forten en kastelen.
- De eerste beschrijving van echt buskruit komt voor in de Chinese militaire encyclopedie Wu Ching tsung Yao.

Sport en spel
- Het riddertoernooi wordt behalve een populair tijdverdrijf ook een aantrekkelijke inkomstenbron voor edellieden. Verdeeld in twee partijen voeren zij schijnoorlogen uit, waarbij ze proberen gijzelaars te maken.
- De Vikingen verspreiden het bordspel Hnefatafl over Europa.

innovatie
- De ijzer-gallusinkt (ook: ferrotannine-inkt of ijzergalnoteninkt) wordt ontdekt. Ze wordt gevormd door een reactie van looizuur, dat in de galappels aanwezig is, met een metaalzout (ijzer(II)sulfaat of koper(II)sulfaat). De kleur ontstaat echter pas wanneer de inkt aan de lucht wordt blootgesteld. Daarom voegt men kleurstoffen toe (blauwhout, indigo, sepia) teneinde de inkt al enige kleur te geven.
- Opkomst van de naar de wind richtbare standerdmolen.

Afrika
- De Ziriden zijn officieel gouverneurs van Tunesië, maar feitelijk haast onafhankelijk als regeerders van het gebied. In een korte tijd weten zij heel de Maghreb aan hun rijk toe te voegen.
- Halverwege de eeuw worden de Ziridische gebieden geplaagd door anti-sjiitische opstanden, waarbij duizenden mensen omkomen. Als gevolg van deze druk, roepen de Ziriden in 1045 hun onafhankelijkheid uit en keren zij terug naar het soenisme. Dit wekt de woede van de Fatimiden, die vervolgens de Arabische Banu Hilal richting het Westen sturen. De migratie van de Arabieren naar het westen heeft een vernietigend effect op alle aspecten van de samenleving en zal van grote invloed zijn op het verdere verloop van de geschiedenis

Amerika
- Noorse Nederzetting in Vinland (Amerika).
- Waarschijnlijk is er rond het jaar 1000 in de Andes een lokale klimaatverandering die een droogteperiode van circa 80 jaar inluidt. Zonder water werkt het systeem niet, hetgeen bijgedragen kan hebben aan de ondergang van de Tiwanaku en de Wari.
- Tollan is het centrum van het militaristische en hiërarchische Tolteekse rijk en van een uitgebreid handelsnetwerk dat reikt van het huidige New Mexico tot Costa Rica.
- Rond 1000 n.Chr. migreren Cariben van de Braziliaanse kuststreek en de Caraïbische eilanden naar de Colombiaanse kusten en de rivierdalen van de Rio Magdalena en Rio Cauca en verdrijven de Chibcha naar hoger gelegen Andes-gebieden.

## Belangrijke personen van de 11e eeuw
- Brian Boru
- Filips I van Frankrijk
- Godfried van Bouillon
- Hendrik I van Frankrijk
- Omar Khayyám
- Paus Urbanus II
- Willem de Veroveraar

<< · 1000-1009 · 1010-1019 · 1020-1029 · 1030-1039 · 1040-1049 · 1050-1059 · 1060-1069 · 1070-1079 · 1080-1089 · 1090-1099 · >>
<< · 11e · 12e · 13e · 14e · 15e · 16e · 17e · 18e · 19e · 20e · >>